# غاز كول
غاز كول «المصرية للتبريد بالغاز الطبيعي» أو (بالإنجليزية: The Egyptian Company For Refrigeration By Natural Gas)‏ هي إحدى شركات قطاع البترول المصري، والتي تأسست عام 2004 وفقا لأحكام قانون ضمانات وحوافز الإستثمار رقم 8 لسنة 1997 كشركة مساهمة مصرية، تعد الأولى من نوعها في مصر وأفريقيا والشرق الأوسط في مجال التبريد وتكييف الهواء بالغاز الطبيعي

## نشاط الشركة
تركز سياسة الشركة على تلبية طلب السوق المحلية بالكامل وتصدير الفائض من المبردات باستخدام تكنولوجيا التبريد الممنطقة المنتفعة بمبردات الامتصاص عن طريق الغاز الطبيعي أو أي مصدر طاقة بديل.

## المساهمين
يساهم في رأسمال الشركة كل من:-
- جاسكو - المصرية للغازات الطبيعية: 25%
- إيجاس - المصرية القابضة للغازات الطبيعية: 20%
- غاز مصر: 20%
- بتروجيت - المشروعات البترولية والاستشارات الفنية: 20%
- تاون جاس - المصرية لتوزيع الغاز الطبيعي للمدن: 5%
- القطاع الخاص: 10%